# Daxter
Daxter — відеогра для платформи PlayStation Portable, розроблена Ready at Dawn. Головним героєм є Daxter, персонаж з серії ігор Jak and Daxter. Гра входила до складу Limited Edition PSP Slim & Lite.

## Відгуки і продажі
Було продано більш ніж 2 мільйони копій. Гра займає перше місце в списку ігор для PSP, проданих в Північній Америці.
Від українського журналу Gameplay гра отримала оцінку 4,5/5 і відзнаку «Вибір редакції».
| Агрегатор    | Оцінка |
| ------------ | ------ |
| GameRankings | 86%    |
| Metacritic   | 85%    |

| Видання                                   | Оцінка  |
| ----------------------------------------- | ------- |
| Game Informer                             | 8.75/10 |
| Game Players                              | 4,5/5   |
| GameSpot                                  | 9.1/10  |
| GameSpy                                   | 4.5/5   |
| GamesRadar+                               | 9.0/10  |
| IGN                                       | 9.0/10  |
| PlayStation Official Magazine — Australia | 10/10   |
| PlayStation Official Magazine — UK        | 9/10    |
| PlayStation: The Official Magazine        | 8.5/10  |
| X-Play                                    | 4/5     |